# 阮氏清
阮氏清 （發音：[ŋwiən˦ˀ˥ tʰi˧˨ʔ tʰajŋ̟˧˧]；1967年2月10日—），女性，京族，越共党员，宁平省安谟县安仁社人，越南政治人物。

## 生平
自1988年加入越南共产党后，阮氏清长期在宁平省任职，曾担任宁平省团委书记、青年联合会主席，第十一届越共中央候补委员、越共宁平省委常委、民运部部长；安庆县委书记等职务。
2013年8月5日，阮氏清接替赴公安部任职的裴文南出任越共宁平省委书记；并在2015年的省党代会上连任宁平省委书记；2020年4月，离开宁平，转任越南共产党中央组织部副部长。2021年，她在越共十三大上当选为中央委员，并在同年5月的国会会议上获任命为国会代表工作委员会主任，2024年6月，阮氏清获补选为越南国会副主席，而其原本担任的国会代表工作委员会主任一职则由阮青海接替。